# Леопольд II (князь Ангальт-Дессау)
Леопольд II Максимилиан Ангальт-Дессауский (нем. Leopold II. Maximilian von Anhalt-Dessau; 25 декабря 1700, Дессау — 16 декабря 1751, Дессау) — князь Ангальт-Дессау из дома Асканиев, генерал-фельдмаршал Пруссии (1742).

## Биография
Сын прусского генерал-фельдмаршала князя Ангальт-Дессау Леопольда I и Анны Луизы Фёзе.
Уже в возрасте шести лет был назначен прусским королём Фридрихом I капитаном в полку Кронпринца, а в 1711 году вместе с отцом принял участие в кампании в Брабанте во время войны за Испанское наследство. В дальнейшем сопровождал отца в походах, в 1715 году участвовал в осаде Штральзунда, с 1717 года — полковник, принял участие в походе против турок, в 1722 году - генерал-майор, в 1724 году стал кавалером ордена Чёрного орла.
В 1733 году во время Войны за польское наследство командовал экспедиционным корпусом прусских и брауншвейгских войск против тюрингского города Мюльхаузена. В 1734 году во время войны за Польское наследство командовал вспомогательным корпусом на Рейне, с 1735 года — генерал-лейтенант и губернатор Кюстрина. В 1737 году после смерти старшего брата Вильгельма Густава стал наследным принцем княжества Ангальт-Дессау.
В 1741 году во время Войны за австрийское наследство отличился при штурме Глогау, в сражении при Мольвице и при занятии силезской столицы Бреслау. В 1742 году его войска захватили крепость Глац, где он именем короля принял присягу местных чинов и сословий.  За отличие в сражении при Хотузице, где наследный принц Леопольд в отсутствии своего короля на первом этапе битвы командовал армией, он получил фельдмаршальский жезл. В 1744 году участвовал в осаде Праги и командовал прусским корпусом в Верхней Силезии. Столь же славно наследный принц Леопольд участвовал в битвах при Гогенфридберге и Сооре (1745). После смерти отца в 1747 году он вступил на трон Ангальт-Дессау, унаследовав также отцовский полк и должность губернатора Магдебурга.

## Брак и дети
25 мая 1737 года в Бернбурге князь Леопольд вступил в брак с принцессой Гизелой Агнессой Ангальт-Кётенской, единственной дочерью князя Леопольда Ангальт-Кётенского (1694—1728) от первого брака с принцессой Фридерикой Генриеттой Ангальт-Бернбургской (1702—1723). В браке родились:
- Леопольд III Фридрих Франц (1740—1817) — с 1767 года супруг принцессы Луизы Генриетты Бранденбург-Шведтской (1750—1811)
- Луиза (1742—1743)
- Генриетта Агнесса Екатерина (1744—1799) — с 1779 года супруга барона Иоганна Йоста фон Лоена (1737—1803)
- Мария Леопольдина (1746—1769) — с 1765 года супруга графа Симона Августа Липпе-Детмольдского (1727—1782)
- Иоганн Георг (1748—1811)
- Казимира (1749—1778) — с 1769 года супруга графа Симона Августа Липпе-Детмольдского (1727—1782)
- Альберт Фридрих (1750—1811) — с 1774 года супруг графини Генриетты Липпе-Вейсенфельдской (1753—1795)